# Kap Tschaplin
Kap Tschaplin, auch Kap Tschaplino (russisch Мыс Чаплина Mys Tschaplina; eskimo-aleutisch Ungasik), ist ein Kap im nördlichen Beringmeer, südwestlich der Beringstraße, gelegen im autonomen Kreis Tschukotka, Rajon (Bezirk) Prowidenja.
Das Gebiet wurde als erstes durch den Seefahrer Graf Fjodor Petrowitsch während der Esten Kamtschatka-Expedition (1728–1730) beschrieben, vermessen und kartographiert. Das Kap wurde zu Ehren des Expeditionsteilnehmers Leutnant zur See Pjotr Awraamowitsch Tschaplin benannt.
Die am Kap gelegene Yupik-Siedlung Ungasik (russisch Staroje Tschaplino) wurde 1959 aufgelöst.